# オレクサンドル・シャリコフスキー
オレクサンドル・ミコライオヴィチ・シャリコフスキー（Олекса́ндр Миколайович Шарко́вський, ラテン文字転写: Oleksandr Mykolayovych Sharkovsky, 1936年12月7日 – 2022年11月21日）は、ウクライナの数学者。1964年に発表したシャリコフスキーの定理により、離散力学系の周期に関する研究で国際的に知られる。カオス理論の発展に大きく貢献し、ウクライナ国立科学アカデミーの正会員（2006年）を務めた。

## 経歴
シャリコフスキーは、1936年12月7日、ウクライナ・ソビエト社会主義共和国（現ウクライナ）のキーウに生まれた。1951年、中学生としてキーウ青少年数学オリンピックで優勝し、数学雑誌『ロシア数学調査』（1952年）に名前が掲載された。タラス・シェフチェンコ記念キーウ国立大学に入学後、1年次に初の学術論文を執筆。優等で卒業後、ウクライナ国立科学アカデミー数学研究所で大学院研究を進め、1961年に候補科学学位（Ph.D.相当）の論文「1次元反復過程の理論に関するいくつかの問題」を早期に弁護した。
1967年に科学博士号を取得。1974年から同研究所の微分方程式部門を率い、1986年に自ら設立した力学系理論部門の責任者に就任。1978年にウクライナ・ソビエト社会主義共和国科学アカデミーの通信会員、2006年にウクライナ国立科学アカデミーの正会員に選出された。晩年は同研究所の力学系理論・フラクタル解析部門の主任研究者として活動した。
2022年11月21日、キーウのフェオファニヤ臨床病院で85歳で死去。

## 科学的貢献
シャリコフスキーの最大の業績は、1964年に発表したシャリコフスキーの定理であり、離散力学系の周期軌道の共存法則を明らかにした。この定理は、カオス理論の基礎を築き、組合せ力学という新分野の開拓につながった。定理に関連する概念として、シャリコフスキー順序、シャリコフスキー空間、シャリコフスキー層構造などが学術文献で用いられる。
彼は1次元力学系の位相的理論の基礎を構築し、周期軌道の共存法則、引力盆地の位相構造、力学系の単純性・複雑性の基準を確立した。また、任意の位相空間における力学系理論にも貢献。2003年には「理想乱流」の概念を提案し、決定論的システムにおける乱流の複雑な性質（例：縮小スケールの構造形成、ランダム状態の発生）をモデル化した。
シャリコフスキーの研究は国際的に高く評価され、1994年にはスペインで「シャリコフスキーの定理30周年記念国際会議」が開催された。最後の論文「決定論的カオスの記述理論」は、2022年に『ウクライナ数学ジャーナル』に掲載され、2023年に英語翻訳版がSpringer Linkで公開された。

## 教育活動
シャリコフスキーは科学研究と並行して教育にも力を注いだ。1960年代中盤から母校のキーウ国立大学機械数学学部で力学系理論の講義を担当。約250の学術論文を発表し、共著で5冊のモノグラフを出版。指導した学生には3人の科学博士と14人の候補科学学位取得者が含まれる。代表的な弟子にイリーナ・スシュコがいる。
国際的な学術交流にも積極的で、ヨーロッパ、アメリカ、中国、オーストラリアの20カ国以上の大学や研究機関で講演。国際数学雑誌『Journal of Difference Equations and Applications』（米国）の共同編集者を務めた。

## 受賞歴
- キーウ青少年数学オリンピック最優秀賞（1951年、ロシア数学調査掲載）[1]
- ボホリューボフ賞（ウクライナ国立科学アカデミー、1993年）：「量子系の散乱理論と1次元力学系の理論」
- ラヴレンティエフ賞（ウクライナ国立科学アカデミー、2005年）：「複雑な有限次元・無限次元力学系」
- ウクライナ国家科学技術賞（2010年）：「力学系の理論：現代的手法とその応用」
- ベルント・アウルバッハ賞（国際差分方程式学会、2011年）[11]
- チェコ・シレジア大学名誉博士号（2014年）[12]
- ミトロポルスキー賞（ウクライナ国立科学アカデミー、2019年）